# 京都大学ギャングスターズ
京都大学ギャングスターズ（きょうとだいがくギャングスターズ, 英語: KYOTO UNIVERSITY GANGSTERS）は京都大学体育会に所属するアメリカンフットボールチームである。1947年に創部、関西学生アメリカンフットボール連盟所属。

## 略歴

### 創成期
海軍から復学した澤田久雄らにより、1947年に創部。全国で10番目、関西で4番目、国公立大学としては初めてだった。創部には前年1946年のリーグ戦優勝校同志社大学の伊藤荘造主将（当時、後の同志社大学監督）の協力があった（この創部当時のいきさつにより、秋季リーグの京大×同志社戦の勝利校には「京同釜」が与えられる）。同年関西学生アメリカンフットボール連盟に加盟し、秋のリーグ戦に参加。初代監督には進駐軍京都軍政部に勤務していたジョン・ピンカーマンを迎えた。
創部以来チームは2年間最下位に低迷するが、1949年には関西学院大学と優勝を争う。関学は1948年に関大と両校優勝するもプレーオフに敗れ甲子園ボウル出場を逃がしており、京大、関学とも初の甲子園ボウル出場を目指していた。両校の対戦は19-13で関学が勝利し、初の単独優勝、初出場となった甲子園ボウルでも慶應を下して初優勝する。一方で京大はこの年を境に下位に低迷し、1957年には部員不足によりリーグ戦を辞退する。
以降も京大の低迷は続き、1965年まで常に下位3校に位置していた（リーグ戦参加校は、1956年から1966年まで、関大、同志社、関学、京大、立命、甲南の6校であった）。

### 関学の連勝を145でストップ
1961年に、ピンカーマン初代監督の後を引き継いだ神田綽夫監督が退任。後任に藤村重美（市立西宮高校教諭、同校タッチフットボール部監督）が監督に就任する。この年、入部したのが2011年まで監督を務めた名将水野弥一である。水野は学部卒業後、大学院に進学し、コーチに就任。チームは徐々に実力を高める。
1967年、外語学校講師だったジョージ・T・リーがコーチに就任。チームの名称のギャングスターズは、リーコーチが導入した「ギャングスター・パス」という戦法に由来して名付けられた。水野コーチは1968年に大学院を修了し、自動車メーカーに就職。仕事の傍らコーチを続けた。京大は1970年に1949年以来の2位になるが、関学の壁を破ることは出来なかった。水野は辞職してアメリカに留学することを決意する。
1971年から水野はコロラド鉱山大学に留学、OBで大学院生の金氏眞がヘッドコーチに就任する。金氏コーチはオプション攻撃を導入。これが後の京大隆盛の基礎となる。1973年には水野が帰国してヘッドコーチ（1974年から監督）に就任。1974年からオフェンスの新体形としてウイッシュボーンを導入し、トリプルオプションが威力を発揮する。チームは1971年3位の後、1972－1975年の4年間2位となり、1975年には関学に一旦リードしながら逆転負け（京大14－24関学）する等、関学との実力差は以前より確実に縮まった。
1976年、京大はウィッシュボーン隊形をやめ、Iフォーメーションからのトリプルオプションを採用。最終節の関学戦で、遂に初勝利（京大21－0関学）を挙げる。関学はこの敗戦により1948年より続いていた連勝記録が145でストップする。しかし、関大戦では16－20で敗戦していたため、6勝1敗で関学と両校優勝となる。プレーオフでは関学が13－0で勝利、京大の甲子園ボウル出場はならなかった。

### 涙の日生球場
前年の1976年に関学の145連勝を止めた京大は、翌1977年は春の西日本選手権大会では35-0で関学に圧勝し、優勝候補の本命として秋のリーグに挑んだ。関学も春の不調からチームを立て直し、最終節に両校は全勝で対決することとなった。
この試合は、当初万博記念競技場で11月20日に開催される予定であったが、急遽毎日放送で中継（録画）されることになり、試合開催が1週間繰り上がって11月13日となった。これにより万博記念競技場が使用出来なくなり、代替の試合会場として今までリーグ戦の試合が行われたことがない日生球場で開催されることとなった。
春の試合に大勝し、リーグ戦での総得点で上回っていた（前節まで関学の総得点353、京大の総得点436であった）ことから、下馬評は京大有利と言われており、前半京大が14-7とリードする展開となる。しかし、そこから関学が追い上げ第4クォーターに2ポイントコンバージョンを決め逆転する。最後は関学がもう1本TDを加え、終了間際の京大の攻撃を凌ぎ切り勝利を収めた（関学29-21京大）。
試合終了後、リーグ連続優勝記録を更新し安堵した関学の選手の目に涙があったことから、この試合は「涙の日生球場」として語り継がれている。また、日生球場（1997年に解体）での最初で最後のリーグ戦の試合となったこともあり、関西学生リーグ史に残る特別な試合とされている。

### 初の甲子園ボウル出場
1977年シーズン後、水野は総監督となり、指導の第一線から退く。後任には笹原明雄が就任。パス攻撃への転換を図ったが浸透せず、1979年には、関学、同志社に敗れ、近大に引き分けて4位に沈む。
1980年には水野が監督に復帰。RB松田明彦の活躍により関学に35-28で5年振りに勝利する。しかし、同志社、近大に敗れて3位に終わる。1981年には水野が監督に専任するが、関学に48－0で惨敗し2位に終わった。
1982年は春の関京戦の試合中の不慮の事故で部員が死亡。苦しい状況で秋のシーズンを迎えた。下馬評は決して高くなかった京大であったが、全勝同士で最終節の関学戦を迎える。この試合は、京大守備が関学攻撃を封じ、17－7で京大が勝利。京大は2回目の優勝（初の単独優勝）を決め、悲願の甲子園ボウル出場を決めた。関学は1949年からの甲子園ボウル連続出場が33で、1948年からの連続優勝は34で途切れた。初出場となった甲子園ボウルでは4連覇中の日大に28-65で一蹴されたものの、チャック・ミルズ杯は、リーグで1000ヤードラッシャーを達成、甲子園ボウルでも未だに最多ラッシング記録となる312ヤードを記録した、RB松田主将が受賞した。
1983年も再び最終節で関学と全勝対決となった。京大はQB大社充のパスでTDを量産、30-14と前半をリードすると、後半登場した関学QB小野宏（関学コーチ・2013年現在）の攻撃をTD2本で凌ぎ、30-28の僅差で勝利。リーグ戦2連覇を達成した。京大は勢いに乗って、甲子園ボウルでは5連覇中の日大のショットガン攻撃を封じて、30-14で勝利して初優勝、更にこの年度から日本選手権となったライスボウルではレナウンローバーズに29-28で勝利して、初代日本一に輝いた。

### 黄金期到来
京大に2年連続甲子園ボウル出場を許した関学は、1984年に木谷監督が就任。パスを中心とした攻撃で再び優勝を奪い返した。続く1985年も春の西日本選手権では京大に完敗した関学が秋に巻き返して2年連続の全勝優勝を飾った。一方京大は、1984年は関学、近大に敗れ、立命館にも引き分けて3位、1985年も近大に敗れ2位に終わった。
1986年、京大はQB東海辰弥、RB西田温信を中心としたオプション攻撃が復活、秋のリーグ戦を順調に勝ちあがった。全勝対決となった関京戦では35-7と関学を圧倒して3年振りのリーグ優勝を決めた。この年の甲子園ボウルでは日大に快勝、ライスボウルでもレナウンに僅差で勝利して、日本一に輝く。1987年、主将の屋敷利紀、4回生となったQB東海を中心とした京大は再びリーグ戦を全勝優勝。甲子園ボウルでは日大に、ライスボウルではレナウンに圧勝して2年連続の日本一を達成した。2年連続のライスボウル制覇は史上初の快挙であった。
この頃、アメリカンフットボールへの注目は飛躍的に向上し、水野監督やQB東海はスポーツマスコミ以外にも取り上げられるようになった。この2年間は、まさにギャングスターズの黄金期であった。
その後も1990年代の中盤まで京大と関学は激しく優勝を争い、関京戦はリーグ戦の黄金カードに成長した。

### 1990年代の京大
1988-1989年と2年連続で優勝を逃がした京大だが、1990-1992年にはQB金岡禧友を擁しリーグ戦3連覇を達成する。これは関学のリーグ戦34年連続優勝（1948-1982年）以来の快挙であった。ただし、1991年は関学と同率優勝であり、プレーオフに敗戦し甲子園ボウル出場はならなかった。1992年は前年のスターターの多くが引退し「2部降格覚悟」でリーグ戦に臨むも、里勝典主将の圧倒的なリーダーシップにより立て直し学生日本一を勝ち取った。
1994年には立命館に敗れ、立命館の初優勝を許した京大であったが、1995年には最終節全勝対決の立命館戦に勝利し、3年振りの優勝を遂げる。立命館はQB東野稔を擁し下馬評は高かったものの、京大はDL伊藤重将主将を中心とした強力な守備で対抗。クイックパント等の奇策も功を奏した。最後は東野がゴール前2ヤードまで攻め込むが、京大守備は最後までエンドゾーンを割らせなかった（京大7-3立命館）。この立命館との対戦は1990年代の名勝負の一つとしてファンに記憶されている。この年京大は甲子園ボウルでは法政を下し、ライスボウルでは松下電工インパルス（現パナソニック電工インパルス）を下して通算4度目の日本一に輝いた。この4度のライスボウル優勝は日大と並ぶ当時の最多タイ記録であった。
1996年には、関学、立命館とともに6勝1敗で並び、リーグ史上初の3校同時優勝となった。トーナメント方式で争われたプレーオフでは、京大は準決勝の勝利校・立命館と対戦。リーグ戦でも立命館を破っていた京大は、プレーオフでも立命館を下して、甲子園ボウル出場を決めた。甲子園ボウルでは法政大学を下して2年連続学生日本一となったものの、ライスボウルではリクルートシーガルズ（現オービックシーガルズ）に敗れ、5度目の日本一には届かなかった。

### 2000年代
1996年以降、京大はリーグ優勝から遠ざかっている。1998年、2000年、2003年には6勝1敗で2位となったのが最高である。ライバルである関学には1999年から4連敗を喫した。しかし、2003年には5年振りに勝利すると翌2004年には逆転勝利をおさめた。もう一つのライバルである立命館には、2001年以降長らく未勝利であったが、2013年に13年ぶりに勝利した。
2004年は神戸大学、龍谷大と連勝するも、関大、同志社、近大にまさかの3連敗、しかし関学戦で見事な逆転勝ちをおさめ、入替戦を回避に成功したが3勝4敗で負け越した。また2005年は初戦で神戸大に足をすくわれ、第5戦で立命館に敗れ、シーズンの優勝の可能性がなくなった。その後、関学、関大に敗れ3勝4敗で2年連続の負け越し、結局4位（抽選で5位扱い）になった。
2005年12月に3人の部員（4回生）によるレイプ事件が発覚した（京都大学アメフト部レイプ事件を参照）。逮捕された部員らは3人とも起訴後に放学（懲戒退学）処分となり、京大も春の試合を辞退した。試合経験不足が懸念された秋のリーグ戦では、初戦の同志社戦を接戦の末勝利して波に乗り、3年振りに4勝3敗と勝ち越した（同率3位）。

### 法人化
2016年8月22日、「一般社団法人京都大学アメリカンフットボールクラブ」を設立した（発表は同月26日）。日本国内の大学のクラブとしては初。経営の合理化・透明化を図り、グッズ収入や一般企業との提携、財務の自主確保や軽減化などを図り年間収益1億円を目標とする。

## ギャングスターズの応援スタイル
京都大学ギャングスターズの応援はポパイをメインテーマとしている。「チアポパイ」と「オリーブマーチ」が中心であり、ほかにもポパイに関連した曲が演奏される。第1クォーターと第3クォーター開始時には京都大学第一応援歌「新生の息吹」が、ファーストダウン獲得時はポパイが、攻守交替時には「テキーラ」が、タッチダウン時にはポパイの後「新生の息吹」「3つ子」が、それぞれ演奏される。このほか「聖者の行進」「マンボ」「TRAIN-TRAIN」などが使われている。マーチの詳細は京都大学応援団#体育会所属クラブの応援を参照。

## 獲得タイトル
- 関西学生リーグDiv.1　優勝10回(1976・1982-1983・1986-1987・1990-1992・1995-1996)
- 東西大学王座決定戦・甲子園ボウル　出場8回(1982-1983・1986-1987・1990・1992・1995-1996)／優勝6回
  - 1982年 京都大学 28-65 日本大学
  - 1983年 京都大学 30-14 日本大学
  - 1986年 京都大学 49-28 日本大学
  - 1987年 京都大学 41-17 日本大学
  - 1990年 京都大学  7-34 日本大学
  - 1992年 京都大学 17- 7 法政大学
  - 1995年 京都大学 24-17 法政大学
  - 1996年 京都大学 28-21 法政大学
- 日本選手権・ライスボウル　出場6回(1983・1986-1987・1992・1995-1996)／優勝4回
  - 1983年度 京都大学 29-28 レナウンローバーズ
  - 1986年度 京都大学 35-34 レナウンローバーズ
  - 1987年度 京都大学 42- 8 レナウンローバーズ
  - 1992年度 京都大学 20-29 アサヒビールシルバースター
  - 1995年度 京都大学 35-21 松下電工インパルス
  - 1996年度 京都大学 16-19 リクルートシーガルズ
- 西日本学生王座決定戦・ウエスタンボウル　出場3回(1997-1998・2000)／優勝3回
  - 1997年 京都大学 42- 0 山口大学
  - 1998年 京都大学 83- 0 九州大学
  - 2000年 京都大学 78-10 九州大学
- 西日本選手権大会　優勝2回(1977・1985)

## 定期戦・交流戦

### 定期戦
- 対東京大学（1959年開始） 対戦成績 京大36勝 東大11勝 1引分

### 交流戦
- ヨコハマボウル 出場13回 通算成績 5勝8敗※
  - 1987年 京都大学 14-34 日本大学
  - 1988年 全京都大学 13-23 全明治大学
  - 1989年 京都大学  3-50 日本大学
  - 1990年 京都大学 14-13 慶應義塾大学
  - 1991年 京都大学 21-28 日本大学
  - 1992年 京都大学 41-24 専修大学
  - 1993年 京都大学 13- 0 日本大学
  - 1994年 京都大学 58-17 慶應義塾大学
  - 1995年 京都大学 27-30 法政大学
  - 1996年 京都大学 20-23 専修大学
  - 1997年 京都大学 10-14 日本大学
  - 1999年 京都大学 22-33 法政大学
  - 2001年 京都大学 21-14 東京大学（定期戦）

※1988年の全京都大学 - 全明治大学の対戦成績を含む。

## 不祥事・事件
- 京都大学アメフト部レイプ事件 - 2005年12月に男性部員3名が酒に酔った女性2人に対し集団強姦を行った性犯罪事件である。